# Kamienka (sielsowiet Kadzina)
Kamienka (biał. Каменка; ros. Каменка) – wieś na Białorusi, w obwodzie mohylewskim, w rejonie mohylewskim, w sielsowiecie Kadzina, nad Rudzieją.